# Catatonia
Catatonia – walijski zespół rockowy założony w 1991 rozwiązany 2001 roku.

## Historia
Zespół powstał w 1991 roku w Cardiff (Walia). Jego muzykę wielu krytyków określało jako mieszankę brit popu lat 80 z początkującym angielskim indie rockiem. Ich muzykę także mocno cechuje przywiązanie do regionu z którego się wywodzą (Najlepiej jest to widoczne w piosence „International Velvet” z płyty pod tym samym tytułem). Swój debiutancki minialbum wydał w roku 1993, a dwa lata później pierwszy długogrający pod tytułem Way Beyond Blue. Największe sukcesy zespół odnotował jednak dopiero po wydaniu albumu International Velvet, który dotarł na wysokie miejsca list przebojów, a singel „Mulder & Scully” był często prezentowany przez stację muzyczną MTV.

## Dyskografia

### Albumy
- Way Beyond Blue - 1996
- International Velvet - 1998
- Equally Cursed And Blessed - 2000
- Paper, Scissors, Stone - 2001

### Single i EP
- Bleed/Do You Believe in Me/Bleed (Live) - 1996
- Mulder & Scully - 1998
- Strange Glue - 1998
- Game On - 1998
- Dead from the Waist Down - 2000
- Stone by Stone - 2001